# Podosphaera
Podosphaera är ett släkte av svampar. Podosphaera ingår i familjen Erysiphaceae, ordningen mjöldagg, klassen Leotiomycetes, divisionen sporsäcksvampar och riket svampar.
Arter enligt Catalogue of Life:
- Podosphaera leucotricha
- Podosphaera tridactyla
- Podosphaera myrtillina
- Podosphaera pannosa
- Podosphaera euphorbiae-hirtae
- Podosphaera ferruginea
- Podosphaera aphanis
- Podosphaera balsaminae
- Podosphaera euphorbiae
- Podosphaera fugax
- Podosphaera fusca
- Podosphaera fuliginea
- Podosphaera helianthemi
- Podosphaera macularis
- Podosphaera mors-uvae
- Podosphaera parietariae
- Podosphaera plantaginis
- Podosphaera polemonii
- Podosphaera spiraeae
- Podosphaera thalictri
- Podosphaera volkartii
- Podosphaera xanthii
- Podosphaera dipsacacearum
- Podosphaera clandestina